# 벤 영스
벤저민 라이더 "벤" 영스(영어: Benjamin Ryder "Ben" Youngs, 1989년 9월 5일~)는 잉글랜드의 럭비 유니언 선수이다. 포지션은 스크럼하프이다. 2007년부터 프로 경력을 시작했으며 2010년부터 잉글랜드 국가대표 선수로 활동 중이다. 2022년에 잉글랜드 국가대표로서 115번째 국제 경기에 출전하여 잉글랜드 대표팀 최다 출전 선수가 되었다. 